# Ptinus natalensis
Ptinus natalensis là một loài bọ cánh cứng trong họ Ptinidae. Loài này được Pic mô tả khoa học năm 1900.